# Massacre de Tantoura
Le massacre de Tantoura a eu lieu dans la nuit du 22 au 23 mai 1948, pendant la guerre israélo-arabe de 1948, lorsque la brigade Alexandroni, alors composante de la Haganah, massacre des villageois arabes palestiniens de Tantoura — de 40 à 200 selon les témoignages —. Le massacre a eu lieu après la capitulation d’al-Tantoura, un village d'environ 1 500 habitants, selon l'état statistique des villages effectué en 1945 ; ce village est situé près de Haïfa. Les corps des victimes, d’abord exposés quelques jours, ont finalement été enterrés dans des fosses communes, dont une sur laquelle a été construit un parking pour accéder à la plage de Tel Dor voisine.
Un article de presse basée sur une thèse de 1998 réalisée par Theodore Katz, diplômé de l'université de Haïfa, qui s’est basé en partie sur des témoignages de survivants, a soulevé un tollé, les témoignages oraux des Palestiniens survivants sont accueillis avec scepticisme par la majeure partie des Israéliens. Teddy Katz a dû signer une rétractation. En 2022, le documentaire  Tantura sort sur les écrans : plusieurs anciens membres de la brigade Alexandroni y ont déclaré soit avoir été témoins d'un massacre à Tantoura après la reddition du village, soit y avoir participé. Les estimations du nombre de victimes varient entre 40 et 250. En 2023, l’ONG de recherches médico-légales Forensic Architecture de l'université de Londres a publié son enquête sur ce village et a conclu qu'il y avait trois sites de sépulture potentiels liés à ce massacre, dont le parking près de la plage de Tel Dor.
Après le massacre, les femmes et les enfants ont été transportés à Furaydis. Les hommes survivants ont été placés dans des camps de prisonniers puis ont quitté Israël grâce à des échanges de prisonniers suivis par leurs familles.

## Contexte entourant les événements
Al-Tantoura était un village de pêcheurs et agriculteurs palestiniens prospère situé dans le territoire attribué au futur État juif, prévu dans le plan des Nations unies de partage de la Palestine de 1947,,. Le village comptait 1 500 à 1 600 habitants qui entretenaient de bons rapports avec les colonies juives des environs.
Le 15 février, la première opération planifiée d’expulsion d’un village arabe débute à 20 km au sud de Tantoura, à Qisarya. Les hommes du Palmach, commandés par Yitzhak Rabin, expulsent les habitants qui n’ont pas voulu fuir ; quand une vingtaine d’entre eux décident de rester, les Juifs détruisent le village.  Fin avril, la Haganah s’empare d’Haïfa (à 35 km au nord de Tantoura) au cours de deux jours de combats (en), provoquant la fuite de milliers d’Arabes. Dans le cadre du plan Daleth, prévu en mars 1948, en préparation de la déclaration d'indépendance de l'État d'Israël le 14 mai 1948, l'état-major de la Haganah, principale force armée juive, assigne à une des unités, la brigade Alexandroni, « l'occupation d'al-Tantoura et d'al-Furaydis »,. Parmi les quatre bataillons de la brigade, le 33e est assigné à Tantoura.
Les jours précédant le massacre de Tantoura, la brigade Alexandroni avait combattu à Kfar Saba ; les quelques blessés laissés dans un verger sont retrouvés assassinés au retour de la brigade.

## Historiographie
Le premier récit du massacre date de 1951, Min Athar al-Nakba, écrit par Muhammad Nimr al-Khatib et paru en Syrie. Il contient un témoignage de Marwan Al-Yahya relatant qu’il a ramassé les cadavres des massacrés avec de jeunes hommes qui ont ensuite été exécutés. Il contient un graphique du massacre. À partir des témoignages des villageois de Tantoura, l'historien Walid Khalidi estime (ou suggère, selon les lectures faites) que plusieurs dizaines de jeunes hommes de Tantoura ont été abattus et enterrés dans une fosse commune. Il publie ces résultats dans le cadre d'une correspondance dans The Spectator avec Erskine Barton Childers et Jon Kimche (publié du 12 mai au 4 août 1961 et republié en 1988 dans le Journal of Palestine Studies). En 1996, Abu Sitta considère le massacre de Tantoura comme un des 40 massacres de Palestiniens qui n’ont pas fait l’objet de recherches suffisantes. En 1998, Yahya al-Yahya publie al-Tantura: Qarya Dammaraha al-Ihtilal al-Sahyuni (en arabe : al-Tantoura : un village détruit par l’occupation) à partir d’autres témoignages collectés au camp de Yarmouk : il donne une liste nominative de 55 morts et 8 blessés. Deux autres articles de la presse palestinienne des années 1990 évoquent le massacre de Tantoura. Malgré cette relative abondance de textes sur ces évènements, les principales sources palestiniennes sur la Nakba, All That Remains de Walid Khalidi et la Palestinian Encyclopedia, n’en parlent pas. La connaissance du massacre reste confinée aux cercles des survivants. 
Ces témoignages, bien que décrits comme « inévitablement fragmentés » et provenant d'individus pris dans des événements traumatiques, ont été complétés par d'autres témoignages dans la thèse de 1998 intitulée L’Exode des Arabes des villages du pied du versant sud du Mont Carmel en 1948, présentée par Theodore Katz, étudiant à l'université de Haïfa,. Il travaille à partir de plus de 135 témoignages, répartis entre Palestiniens et Israéliens. Il estime le bilan à 20 villageois morts pendant les combats et 200 massacrés. L’affaire Katz remobilise la collecte de témoignages, notamment par Zochrot, créée en 2002, Palestine Remembered, créée en 2003, Palestinian Oral Archive qui collecte des témoignages dans les camps du Liban et est soutenue par des universitaires et hébergée par les bibliothèques de l’université américaine de Beyrouth et d’autres projets comme Race against Time ou Khazaaen qui publie des papiers de famille, ou encore Palestinian Museum Digital Archive.
La recherche sur l'événement a ensuite été approfondie grâce à d'autres témoignages recueillis par Mustafa al-Wali lors de dizaines d'entretiens qui ont été publiés dans le numéro estival de l'année 2000 de Majallat al-Dirasat al-Filastiniyya, publication trimestrielle de la Revue des études palestiniennes, et par la découverte de nouvelles archives.
En 2023, à la demande de l'ONG palestinienne Adalah, l'unité de recherche Forensic Architecture Goldsmiths (université de Londres) entreprend une enquête complète des sources historiques, des données cartographiques et photographiques aériennes, ainsi que des témoignages oraux. Elle produit un modèle en 3D indiquant l'existence de trois sites de sépulture sous la station balnéaire de la plage,,.

## Les événements

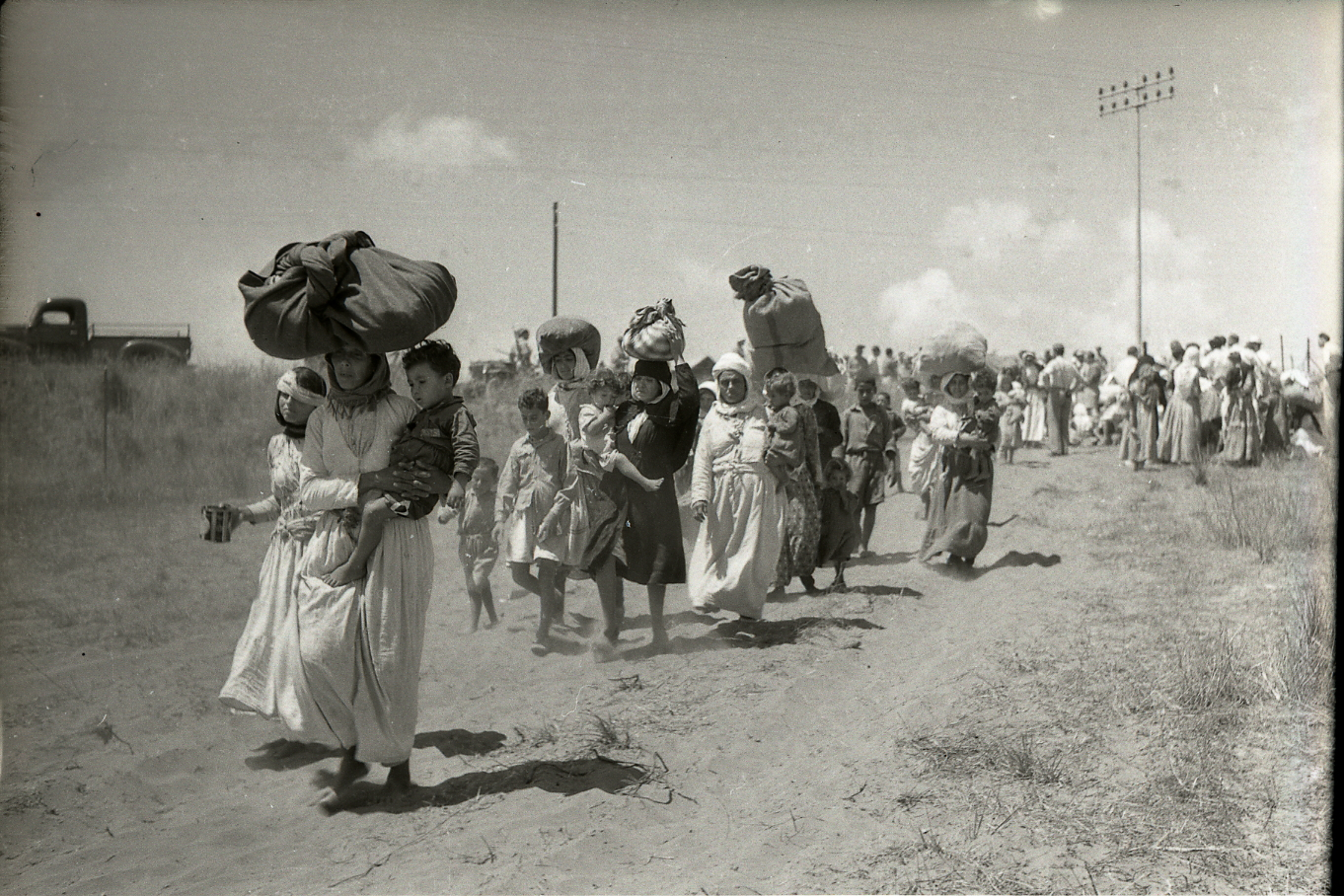
1948, expulsion des femmes et des enfants de Tantoura vers Furaydis.

Au début des années 2000, Ilan Pappé recensait, parmi les multiples récits des événements ayant eu lieu à Tantoura le 23 mai 1948, 5 versions différentes (celle de l’armée, celle de Benny Morris, celle de Walid Khalidi, celle de Katz et la sienne propre).
Le plan Daleth élaboré par la Haganah, la force de défense des Juifs en Palestine, prévoit de s’emparer de force de la zone attribuée aux juifs dans le plan de partage de la Palestine de 1947. À l’intérieur de ce territoire, le plan prévoit de « nettoyer » les zones peuplées d’Arabes. Tantoura figure dans la liste de 64 villages dont la brigade Alexandroni est chargée : elle doit judaïser la côte de Haïfa à Tel Aviv. Elle rencontre peu de résistance même si quelques villages sont défendus par l’armée de libération arabe. Ceux-ci sont immédiatement rasés. Le 15 mai 1948, jour de la déclaration d'indépendance d'Israël, elle avait déjà vidé 58 villages. En prévoyant de préserver deux villages arabes qui fournissaient de la main-d’œuvre pas chère aux kibboutz juifs du secteur, la brigade ne devait déjà plus s’occuper que de quatre villages. Les soldats de la brigade vivaient à Furaydis ou Jisr al-Zarqa, c’est-à-dire à proximité de Tantoura. Selon la version des militaires israéliens, les chutes de Qisarya en février et d’Haïfa en avril avaient fortement inquiété dans le village, qui restait un des derniers villages arabes du secteur. Des Arabes des villages voisins s’étaient réfugiés à Tantoura et une cinquantaine d’hommes de l’armée de libération arabe étaient arrivés pour défendre le village. Les habitants avaient fermement discuté des options à prendre, entre la lutte ou la reddition. Les notables étaient en faveur de la reddition ; finalement, le village décide de devenir une des bases de la résistance.
Un élément sur lesquels tous les auteurs s’accordent est que le 15 mai, deux ou trois notables du village ont reçu une offre de reddition de la part des militaires juifs ; ils l’ont refusé, craignant d’après les exemples des villages arabes voisins qu’elle ne mène à l’expulsion des habitants du village.
Quand la brigade Alexandroni arrive à Tantoura le 22 mai, elle recrute quelques guides au kibboutz voisin de Zichorn Yaacov. Ses commandants envisagent d’abord d’envoyer des camions munis de haut-parleurs dans le village pour demander la reddition des habitants, mais ce projet est abandonné. Dans la nuit du 22 au 23 mai 1948, Tantoura est attaquée par le 33e bataillon de la brigade Alexandroni. Alors que la tactique suivie habituellement consiste à attaquer les villages arabes sur trois côtés, en en laissant un ouvert pour permettre la fuite, généralement vers l’Est, la brigade attaque de tous les côtés à Tantoura. Le village est complètement encerclé, y compris par la mer, apparemment à cause d’une mauvaise coordination. Pendant les combats, plusieurs soldats israéliens sont tués, ce qui est la première fois pour la brigade. Parmi les morts, plusieurs témoignages des soldats juifs mentionnent un soldat particulièrement populaire. Les habitants font acte de reddition en présentant le drapeau blanc. De très nombreux prisonniers sont faits. Après cette reddition, les soldats israéliens auraient encore essuyé des tirs d’un ou deux tireurs embusqués, qui ont touché entre 1 et 8 Juifs.
Dans une première partie du massacre, que Ilan Pappé appelle le « carnage », les soldats israéliens se déchaînent dans les rues du village, tuant sans distinction tous ceux qu’ils croisent dans les rues. Une centaine d’Arabes auraient été tués dans cette phase.
Après cette phase de carnage, la deuxième phase du massacre est organisée par les officiers du renseignement et les soldats des unités logistiques, qui pour la plupart habitent dans les environs (Atlit, Binyamina, Maayan Zvi et Zichron Yaacov). Les hommes sont séparés des femmes, des enfants et des vieillards. Les femmes sont dépouillées de leurs bijoux.
Les exécutions sommaires commencent quand tel ou tel soldat rapporte qu’un membre de sa famille est mort au combat : à chaque fois que cela se produit, un groupe de 7 à 10 Palestiniens est séparé du groupe, mené près du cimetière et exécuté.

Muhammad Abu Hana, qui était un enfant au moment des événements à Tantoura et qui est vit en 2001 en Syrie dans le camp de Yarmouk, raconte :

« Au matin, les tirs s'étaient arrêtés et les assaillants ont rassemblé tout le monde [...] les femmes et les enfants d'un côté, les hommes de l'autre. [...] les soldats ont emmené des groupes d'hommes et on pouvait entendre des coups de feu après chaque départ. [...] J'ai vu des corps empilés sur un chariot tiré par des hommes de Tantoura qui ont vidé leur chargement dans une grande fosse. [...] Sur la route, près des voies ferrées, d'autres corps étaient éparpillés. »

 Les hommes entre 13 et 30 ans sont séparés du reste de la population et conduits sur la plage, le but étant d’éviter qu’ils deviennent des soldats. L’officier de renseignement israélien Shimshon Mashvitz en fouette de nombreux, par sadisme. D’après des témoignages, sur les 300 hommes de la brigade, seuls 30 se sont portés volontaires pour les exécutions sommaires, l’officier de renseignement Shimshon Mashvitz étant la figure du « méchant » du massacre. C’est lui qui abat de nombreux prisonniers un par un quand ils refusent de lui dire où sont cachés les armes que les Israéliens recherchent. D’autres témoins mentionnent des listes préparées à l’avance à partir desquelles les soldats choisiraient les futures victimes ; d’autres témoins arabes mentionnent un habitant du kibboutz voisin désignant les hommes à abattre, ce que lui-même a confirmé.
Il y a de multiples témoignages selon lesquels Yaacov, moukhtar du village juif voisin de Zichron Yaacov et ami du moukhtar de Tantoura, est intervenu en faveur des villageois et que son intervention a arrêté le massacre,,. Jawdat Hindi, la fille du moukhtar de Tantoura, a déclaré que Yaacov « est arrivé en criant après les soldats juifs » et qu’« il pleurait, disant que nous ne nous attendions pas [qu]’un tel jour et un tel événement arrive à nos voisins ».

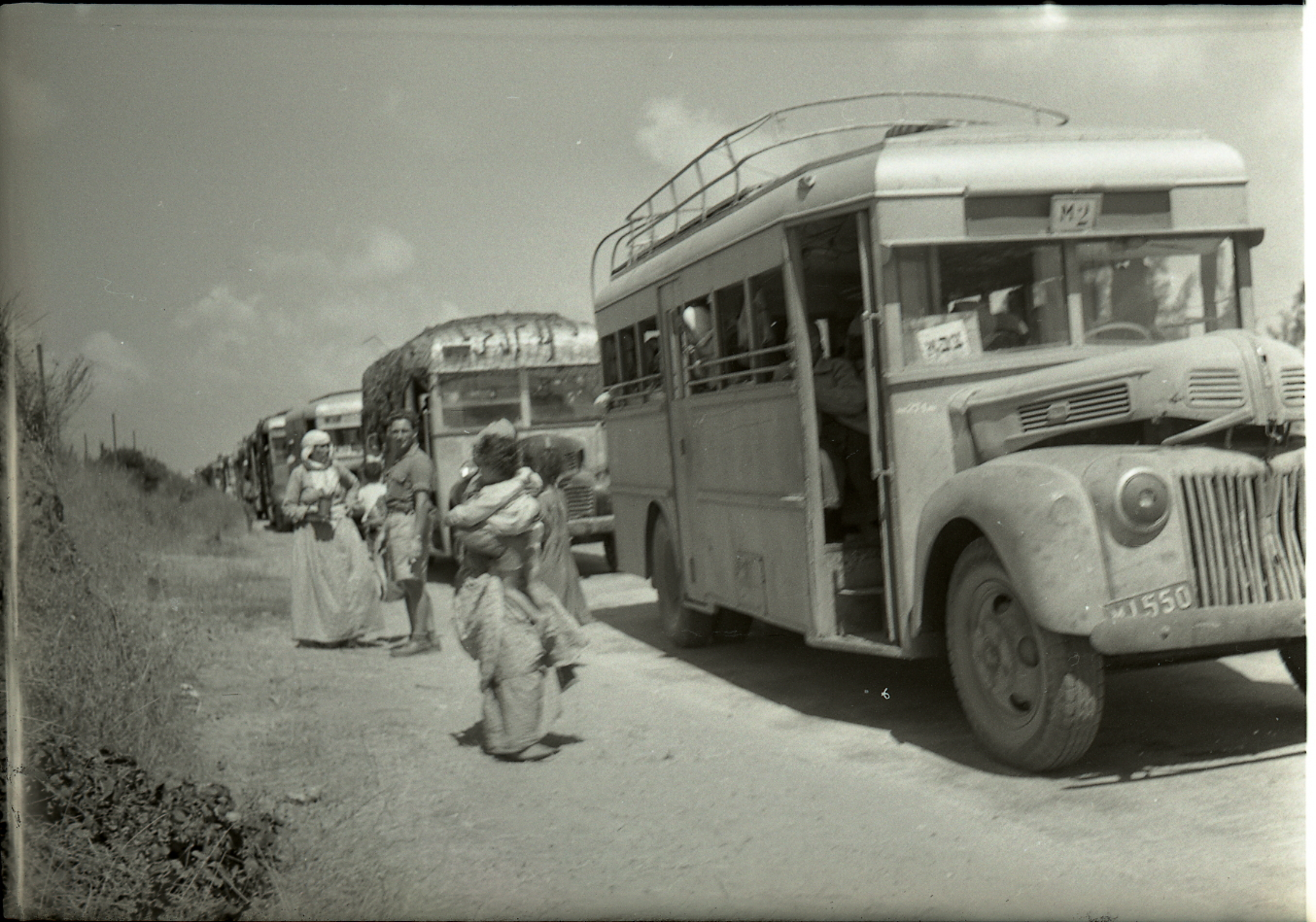
Des bus étaient prévus pour évacuer hors d’Israël les Palestiniens, et des bulldozers détruisaient leurs maisons dès qu’ils étaient partis.

Après le massacre, la quasi-totalité des habitants du village (près de 1 490 personnes) furent expulsés ; les femmes et les enfants sont transportés à Furaydis, un village voisin,. Le transfert est filmé pour les actualités israéliennes : il donne l’impression de quelque chose d’ordonné et de calme et humain. Le commentateur de ces actualités lit son texte sur une feuille que lui a donné un homme de l’armée israélienne. Des rushs du reportage, non-utilisés à l’époque, montrent que le village a été pillé. Les hommes survivants sont envoyés dans des camps de prisonniers de guerre (voir camps de concentration israéliens), notamment le camp no 791 à Ijlil. Ils sont expulsés un an et demi après d’Israël vers la Cisjordanie où leurs familles les rejoignent,. Seuls quelques Tantourans ont pu rester en Israël, grâce à l’appui d’Israéliens qui les connaissaient. Le village fut rasé, et des Juifs s'installèrent sur le site peu de temps après y créant le kibboutz Nahsholim dès le 13 juin.
Une semaine après, le ministère des Affaires arabes évoque un habalot (un sabotage en hébreu, mais le mot peut aussi faire référence à des blessures) : il demande pourquoi il y a eu un habalot après la prise du village. Un responsable local demande pourquoi les corps n’ont pas été enterrés après la bataille (donc les enterrements n’étaient pas finis au bout d’une semaine). Certains historiens ont dissimulé la signification possible de ces documents en prétendant que le habalot désignait des dégâts sur les portes des maisons. Aucun corps n’est enterré pendant deux jours. Les enterrements sont faits avec l’aide d’un tracteur venu d’un kibboutz voisin ; un habitant de ce kibboutz qui a aidé aux enfouissements des corps des Palestiniens massacrés mentionne 230 morts, qu’il a comptés « un par un ». Les ouvriers du village voisin de Fureydis sont requis pour creuser les fosses.
Le 1er juin, l’état-major de l’armée israélienne demande confirmation sur « les soupçons de sabotage inutiles après l’occupation du village », le terme de « sabotage » désignant dans ce cas-ci un massacre, comme dans le cas du massacre de Qirya. Les archives de l’armée contiennent plusieurs consignes relatives à des fosses communes destinés aux « carcasses d’animaux » ; des mesures sont prises pour éviter une contamination des eaux par la typhoïde.
De nombreux témoignages de pillage et de viols sont parvenus aux représentants de l’organisation des Nations unies (ONU) et confirmés par des témoignages de Palestiniens recueillis par les historiens. Plusieurs femmes ayant tenté de s’enfuir sont abattues. Selon un vétéran de la brigade Alexandroni, plusieurs soldats pensaient qu’il s’agit d’une des batailles les plus honteuses de l’armée israélienne.
Plusieurs anciens soldats de la brigade Alexandroni utilisent le terme de massacre, tout en estimant qu’il s’agit d’un massacre justifié, par rage, vengeance ou haine.

L’exode des habitants de Tantoura.
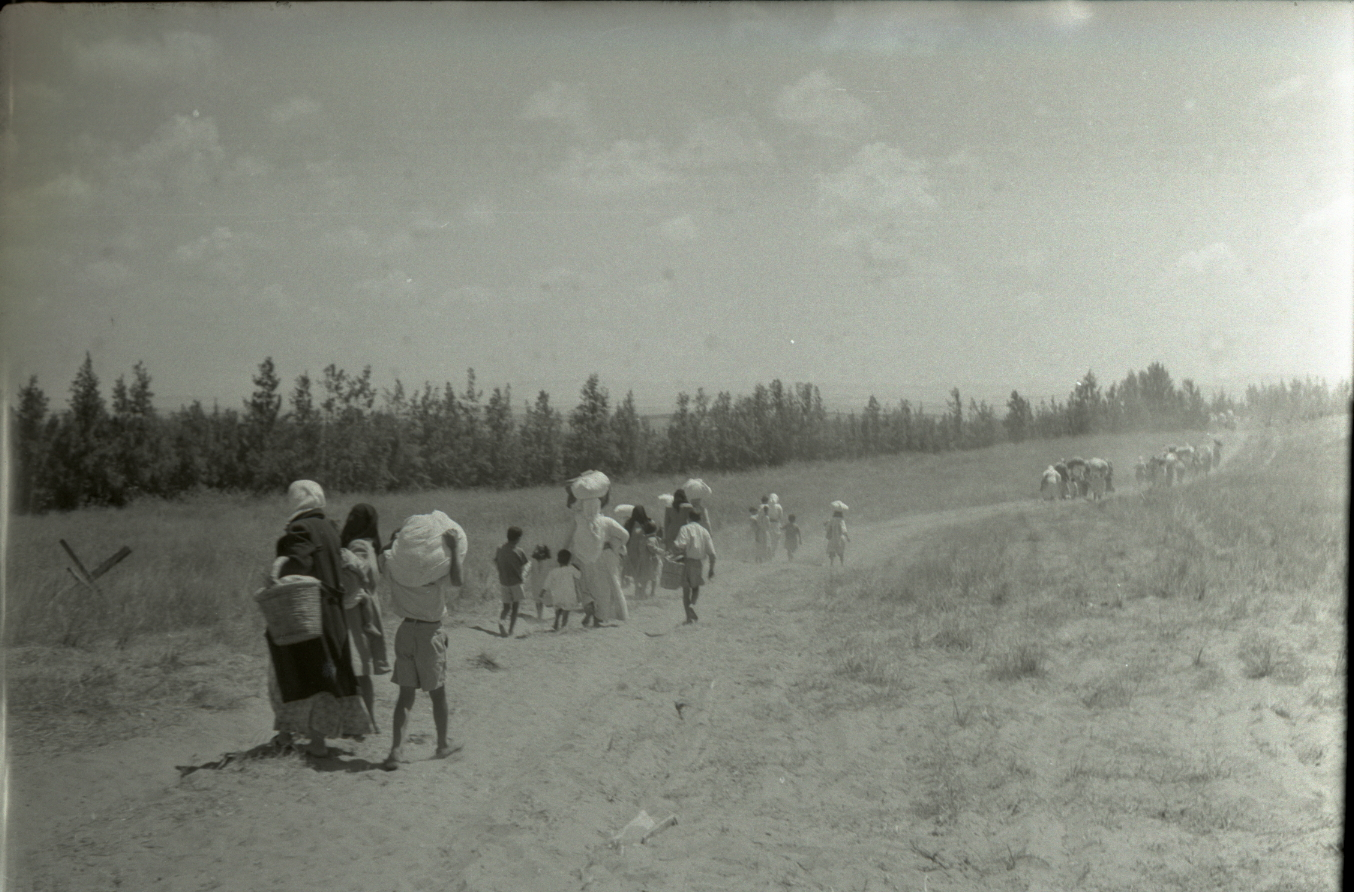
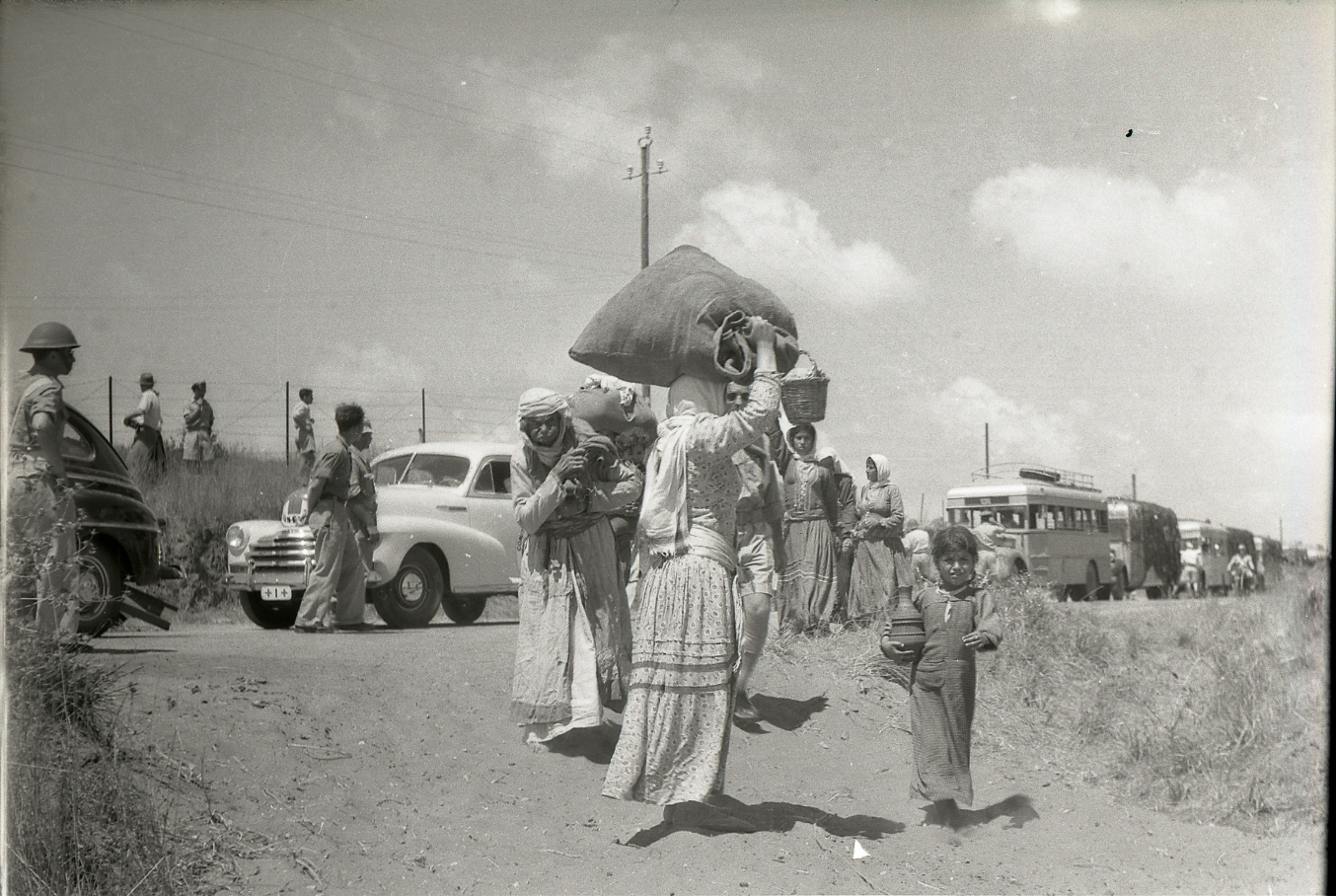
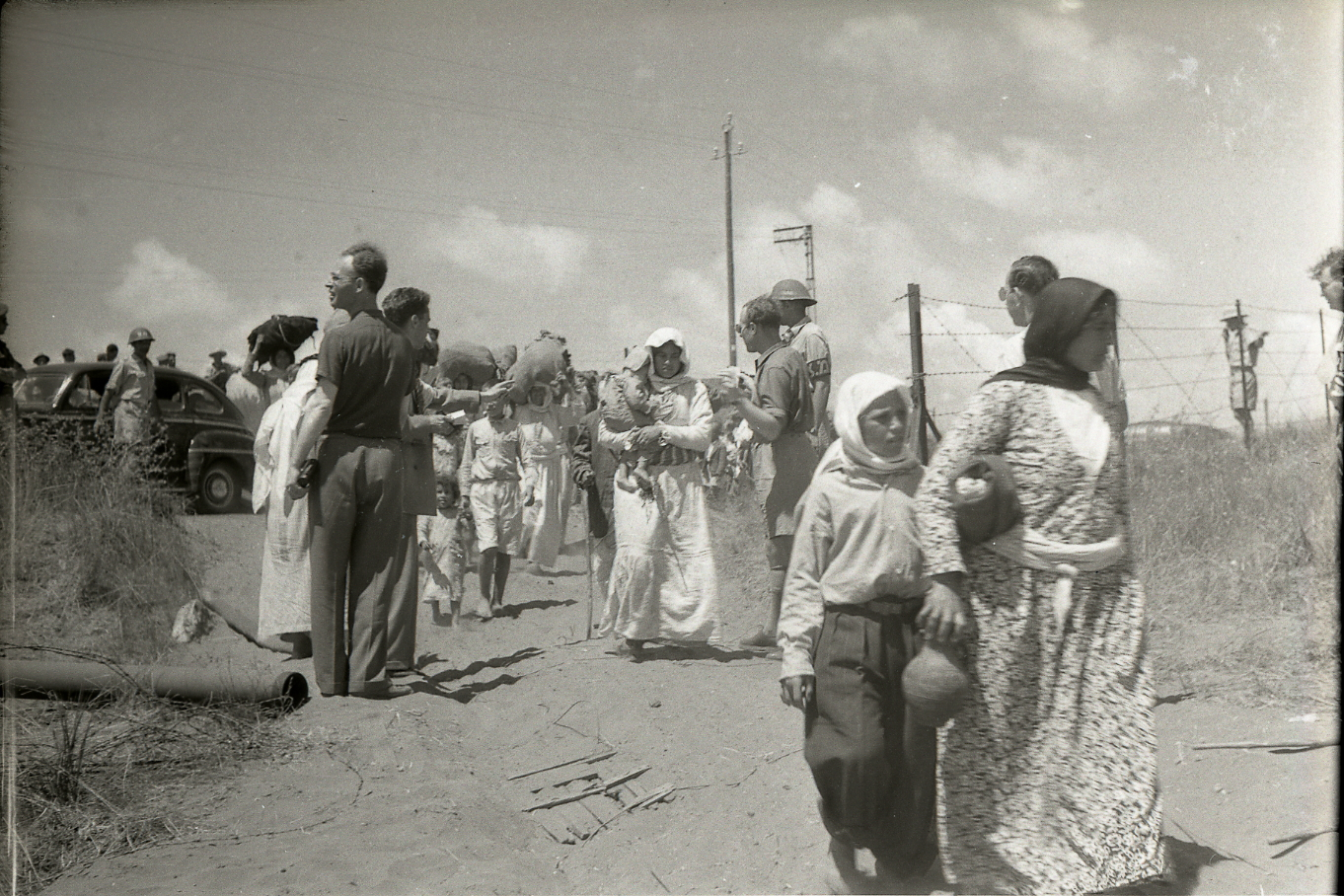
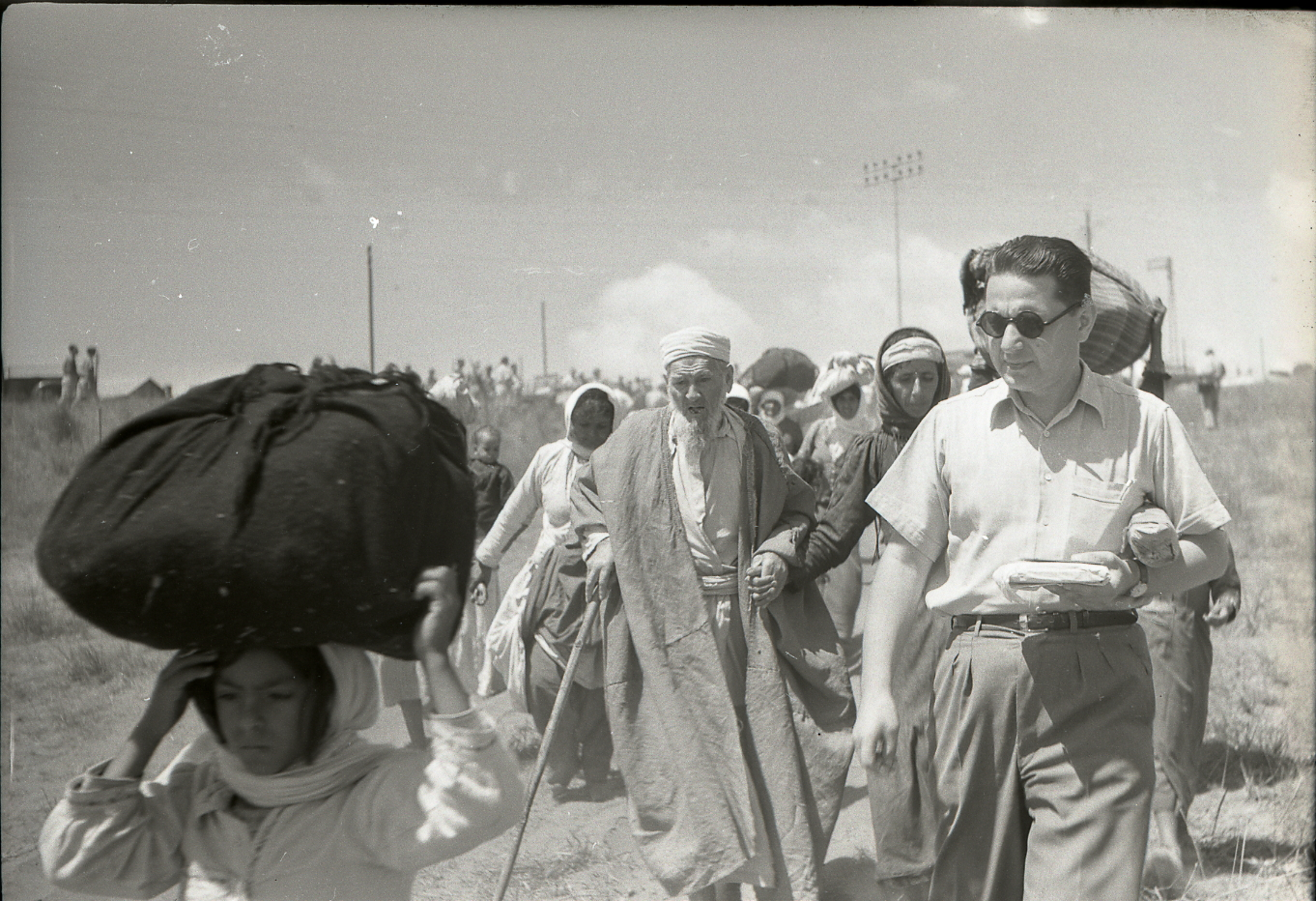
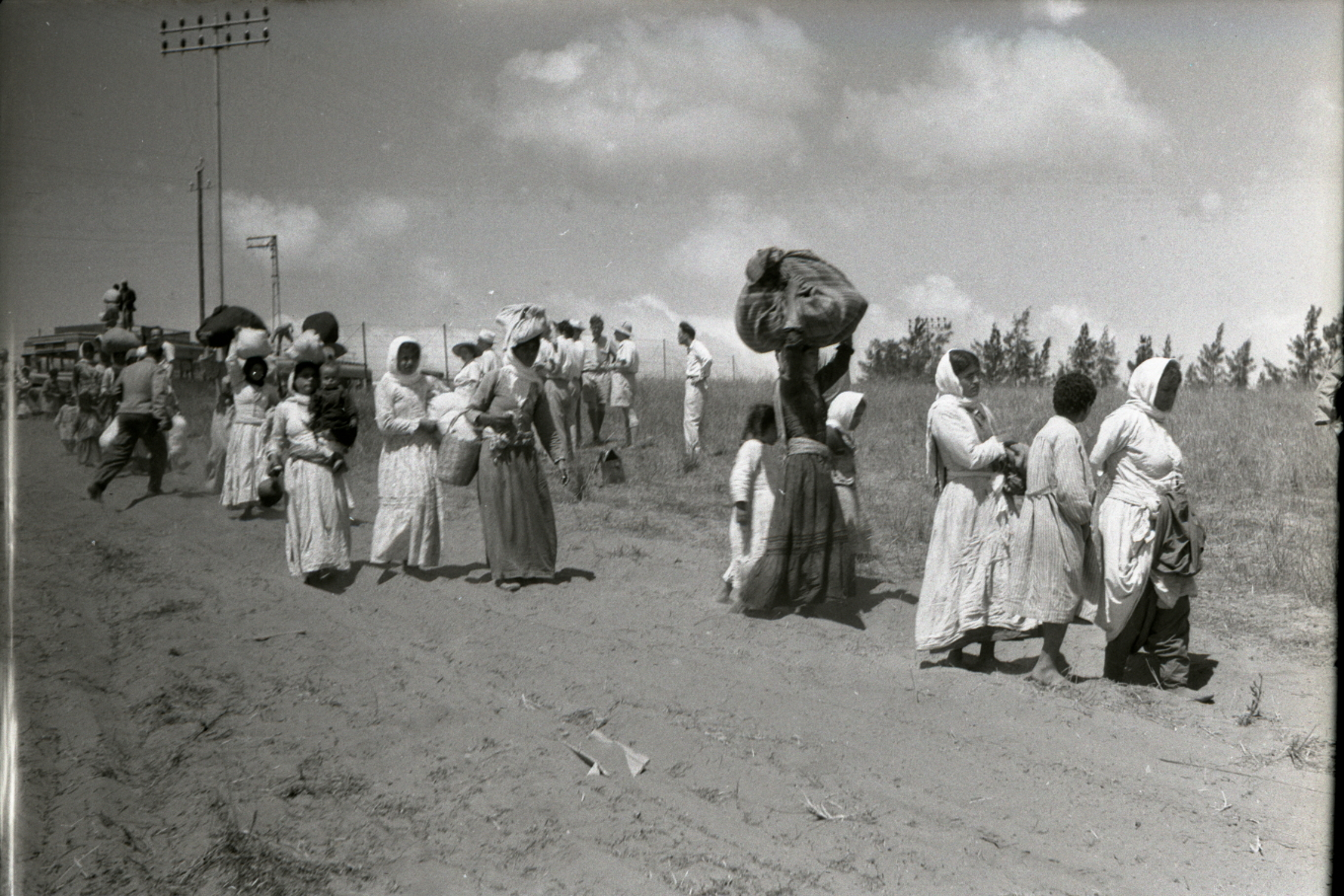
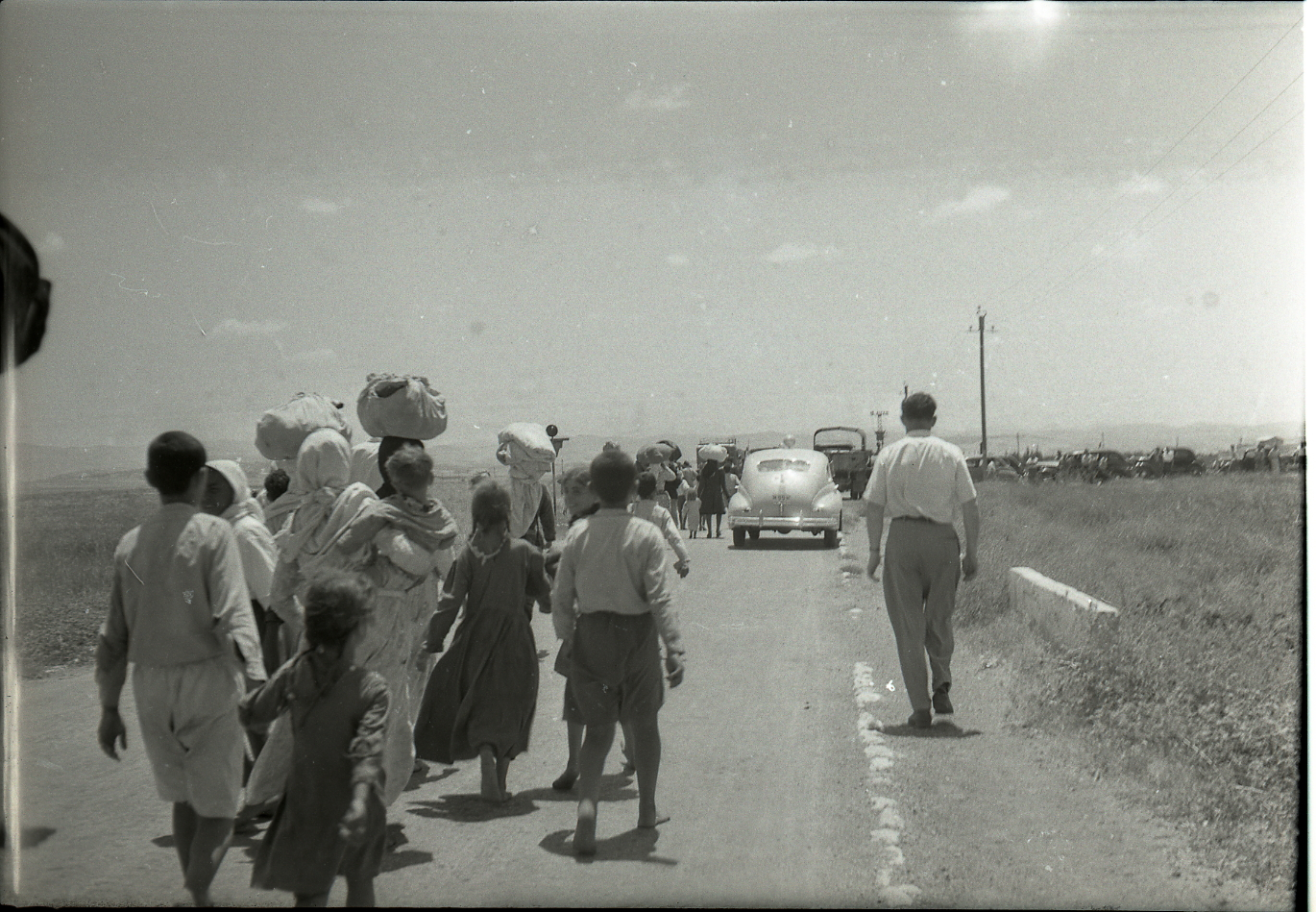

### Bilan
Le bilan de la version militaire donne 500 habitants prisonniers, 1000 qui se sont échappés, et 20 à 30 qui ont été tués.
Les conclusions d'une étude portent le nombre de victimes à 200-250, en incluant des exécutions présumées de prisonniers après la bataille. Selon les ouvrages les plus anciens de Benny Morris, il n’était pas clair en fonction des archives qu’il avait pu consulter si les hommes avaient quitté Tantoura de leur plein gré ou après qu’on leur en ait donné l’ordre. Il précise que deux groupes ont été constitué, les hommes d’un côté et les femmes, les enfants et les vieillards de l’autre, le second groupe étant expulsé vers Tulkarem.
Ilan Pappé donne un bilan de 20 à 30 Arabes morts dans les combats ; environ 200 morts durant le massacre, dont une centaine durant la partie carnage débridé.

## Affaire Tantoura
En mars 1998, Teddy Katz, un militant de Gush Shalom âgé d'une soixantaine d'années effectuant des études d'histoire, soumet un travail de fin d'études intitulé L'exode des Arabes des villages au pied du versant sud du Mont Carmel,. Dans sa thèse, Katz concentre ses recherches sur 5 villages côtiers entre Hadera et Haïfa, notamment Umma Zaynat. Dans son travail, Katz  établit le nombre de victimes de la brigade Alexandroni lors de la conquête du village à 200 ou 250 personnes. Ilan Pappé qualifie ce travail solide et convaincant malgré quelques erreurs mineures. Étant donné le champ extrêmement restreint de sa recherche (quelques villages pendant quelques mois), il lui était impossible de n’utiliser que les archives disponibles, aussi eut-il recours aux entretiens avec des témoins, ce qui lui permet de saisir la douleur des Palestiniens expulsés en 1948. Il enregistre les témoignages de 135 personnes, habitants des villages, soldats israéliens, habitants des kibboutz voisins. Ces témoignages israéliens sont la seule chose qui, dans le public d’Israël, permettent d’inspirer confiance en son travail. Teddy Katz a reçu peu de méthodologie en sources orales, ce qui a facilité la contestation de sa thèse. Pour diverses raisons techniques, la thèse n’est soutenue que fin 1999.
Le 21 janvier 2000, le journaliste Amir Gilat signe un long article, intitulé : « Le Massacre de Tantoura », dans le quotidien israélien Maariv, basé sur la thèse de Katz, ainsi que des entretiens conduits par lui-même auprès de réfugiés d'al-Tantoura et de vétérans de la brigade Alexandroni,. D’après Pappé, toutes les nuances contenues dans la thèse (dont l’absence d’utilisation du terme « massacre ») disparaissent dans l’article, tout comme il n’y est pas fait mention de la méthodologie utilisée. À la suite de cette publication, les anciens membres de la brigade Alexandroni ont protesté et Gilat a écrit ensuite un article dans lequel ils niaient qu'un massacre ait eu lieu.

### Les procès Katz, et leurs suites

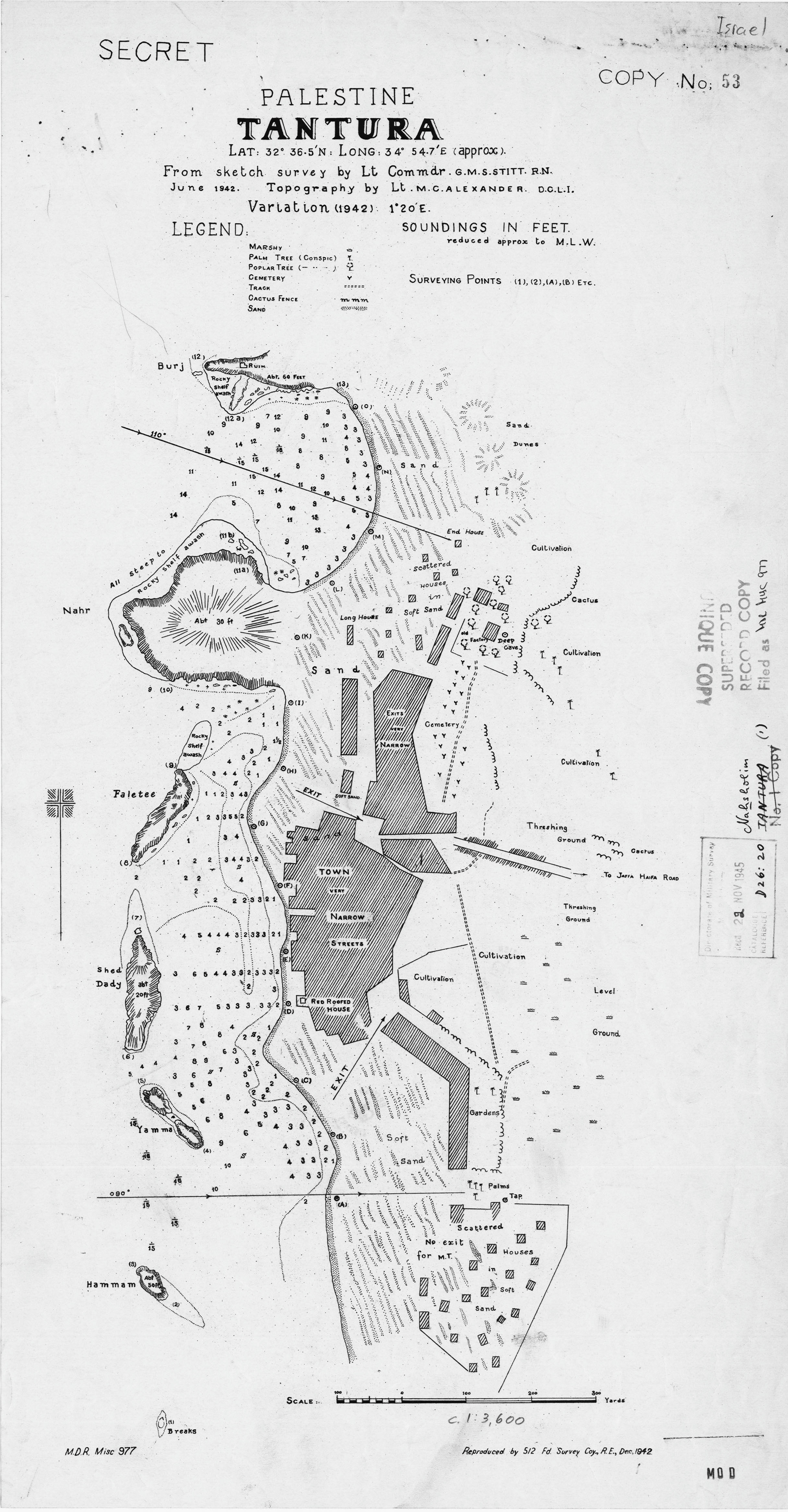
Carte détaillée de Tantoura en 1942.

Huit anciens de la brigade Alexandroni choisissent de poursuivre Katz pour diffamation, évitant de poursuivre le journaliste ou le journal Ma’ariv, demandant 1 million de shekels (soit 321 000 dollars) de dommages et intérêts,. C'était le début d'une longue controverse : « l'affaire Tantoura ». Selon les vétérans, les témoignages contenus dans le document de Katz auraient été fabriqués.
Dans toute l’affaire, l’université d’Haïfa n’apporte aucun soutien à Katz, comme s’il avait fraudé ou s’il était incompétent ; seule l’association Adalah (qui fournit un soutien juridique aux Palestiniens) l’appuie dans ses démarches. Une conférence est organisée par une association de soutien à Teddy Katz en novembre 2000, où Shulamit Aloni et Uri Avneri parlent de nettoyage ethnique à propos de 1948, et où le film 1948 de Mohammad Bakri est projeté.
Le procès commence le 13 décembre 2000. La jugesse n’appelle aucun témoin et refuse d’écouter les enregistrements des entretiens réalisés par Katz. Les deux premiers jours, la cour relève 6 discordances entre les témoignages oraux sur cassette et les retranscriptions écrites faites par Katz : dans deux cas, il s’agit d’une reformulation où Katz s’écarte du texte littéral ; dans quatre cas, il écrit quelque chose dans le résumé qui n’apparaît pas dans l’enregistrement. Cela étant peu de chose, ses avocats sont confiants et satisfaits que pour la première fois, le procès du rôle d’Israël dans la Nakba puisse être fait. Après deux jours de contre-interrogatoire, Katz a accepté une réunion nocturne avec les plaignants. Soumis à des pressions pendant des heures, et sur les conseils de deux avocats (son cousin, et un avocat de l’université qui était là de manière informelle, ne faisant pas partie de son équipe), il accepte de signer un règlement à l'amiable qui impliquait qu'il signe une déclaration annulant les conclusions de ses recherches. Ce document contient notamment les mentions qu’« au delà de tout doute possible qu’il n’y a pas de base pour affirmer que les combattants de la brigade Alexandroni ont tué des habitants de Tantoura après la reddition du village [...] et que toutes les conclusions implicites de la thèse à propos d’un massacre ou de l’assassinat de personnes désarmées et sans défense » et exprime ses sincères excuses pour « avoir fait de telles fausses accusations »,. Selon Ilan Pappé, cette confession ressemble à des aveux extorqués lors d’un interrogatoire de police. Le lendemain, au tribunal, la juge Drora Pilpel a annoncé la clôture de l'affaire. Katz a cependant tenté d'annuler sa déclaration, expliquant qu'il l'avait signée dans un « moment de faiblesse qu'il regrettait déjà profondément » et qu'elle « ne représentait pas ce qu'il ressentait réellement à propos de son travail ». Après plusieurs heures supplémentaires de délibération, la juge Pilpel a confirmé la décision de clôture « sur la base de sa conviction qu'un contrat entre les parties doit être respecté », même si « elle a souligné que sa décision ne concernait en aucune manière le contenu, l'exactitude ou véracité du procès en diffamation ». Katz a ensuite fait appel devant la Cour suprême, qui a confirmé la décision du tribunal pour les mêmes raisons.
Après cet épisode, le procureur somme l’université de Haïfa de retirer son titre à Katz. L'université de Haïfa suspend le diplôme de Katz, qui avait initialement reçu une note de 97 sur 100, l'invitant à réviser sa thèse,. Teddy Katz produit donc un document augmenté de plusieurs centaines de pages. Son travail est examiné par deux commissions. La première examine les retranscriptions des témoignages, et conclut que à quelques occasions, les retranscriptions sont imparfaites, affirme que les témoignages sont fiables, et estime que le travail de Katz n’est pas pire que la moyenne des thèses. La seconde commission évalue les échecs dans la supervision du travail de Katz par l’université. À cette étape, Ilan Pappé poste sur le site de l’université des retranscriptions de témoignages, pas évoquées lors du procès, décrivant de manière horrible des exécutions, l’assassinat d’un homme devant ses enfants, des viols, des tortures, tous faits décrits tant par des Palestiniens que par des Israéliens ainsi qu’une lettre ouverte où il stigmatise la lâcheté de l’université. Le cours de Pappé est annulé en janvier 2001.
La thèse révisée, centrée uniquement sur le massacre de Tantoura, a été envoyée à cinq examinateurs externes ; en 2003, à partir de rapports minoritaires reçus six mois après, le recteur rejette la thèse révisée, suspend le diplôme de Katz et ordonne que les exemplaires de la thèse soient retirés des bibliothèques. Katz est néanmoins reçu sans mention de réussite. L'historien Ilan Pappé a soutenu Theodore Katz et sa thèse et a défié les anciens combattants israéliens de le poursuivre en justice, affirmant qu'il dispose de preuves que le massacre a eu lieu. Il quitte l’université de Haïfa en solidarité avec Katz. Benny Morris a signalé des problèmes liés à l'évaluation de la deuxième version de la thèse de Katz, en notant que les deux rapporteurs qui avaient attribué des notes anormalement basses avaient été coauteurs d'un livre de l'armée israélienne dans lequel il était affirmé que « ... l'armée israélienne n'avait effectué qu'une expulsion partielle des populations des villes arabes de Lydda et Ramallah et avait rejeté l'accusation selon laquelle les troupes avaient massacré des habitants de Lydda, certains d'entre eux à l'intérieur d'une mosquée, le 12 juillet 1948 », alors que les archives israéliennes militaires montrent qu'une expulsion à grande échelle avait été effectuée et que les troupes de la brigade Yiftah avaient tué environ 250 habitants de la ville.
En octobre 2002, un nouveau procès oppose les amis des enfants de Sion à Katz. Traité de menteur, il sort de cette épreuve brisé physiquement et émotionnellement.
Les différents témoignages d’anciens de la brigade Alexandroni confirmant les massacres n’ont pas provoqué d’enquête officielle.

## Débat historiographique
L’article de Ma’ariv soulève de nombreuses questions à un moment spécifique de l’histoire du conflit israélo-palestinien (après les accords d'Oslo et au moment de la seconde intifada), mais aussi à l’apogée des Nouveaux historiens. Les questions soulevées sont la validité des sources orales, l’attitude d’Israël et de son armée vis-à-vis des Arabes en 1948 et depuis, et ce qui peut être dit ou pas par les historiens.
Le débat a impliqué de nombreux historiens, amateurs et universitaires et a divisé les historiens de l’université d’Haïfa, soutenant Ilan Pappé ou Yoav Gelber, le premier estimant qu’il s’agissait d’une chasse aux sorcières, le second soutenu par les opposants aux nouveaux historiens. Ce conflit a abouti à des sanctions disciplinaires contre Ilan Pappé engagées par le doyen, Yossi Ben Artzi. Le débat se traduit dans deux publications, Ilan Pappé dans Le Nettoyage ethnique de la Palestine estimant que le plan Daleth constitue un plan prémédité de nettoyage ethnique, le second, dans Historyah, Zikaron ve-Ta’amulah en hébreu : Histoire, mémoire et propagande paru à Tel Aviv en 2007, que les nouveaux historiens confondaient histoire et propagande.
Du côté de Yoav Gelber, on continue à affirmer que les témoignages oraux ne valent pas mieux que la rumeur, et que l’histoire orale est un oxymore ; dans l’annexe 3 de son ouvrage de 2006 Palestine, 1948: War, Escape and the Emergence of the Palestinian Refugee Problem, annexe intitulée « Folklore contre histoire : la diffamation sanglante de Tantoura », il rejette toutes les accusations de massacre. Interrogé dans le film Tantura, a continué à déclarer que la thèse de Katz était erronée en raison de sa forte dépendance à l'égard de témoignages oraux, et a critiqué le film après sa projection en raison de ce que le New York Times a paraphrasé comme « un manque d'autres documents [en dehors des sources orales] ». Cette critique et d'autres à propos du film ont également été faites par Benny Morris.

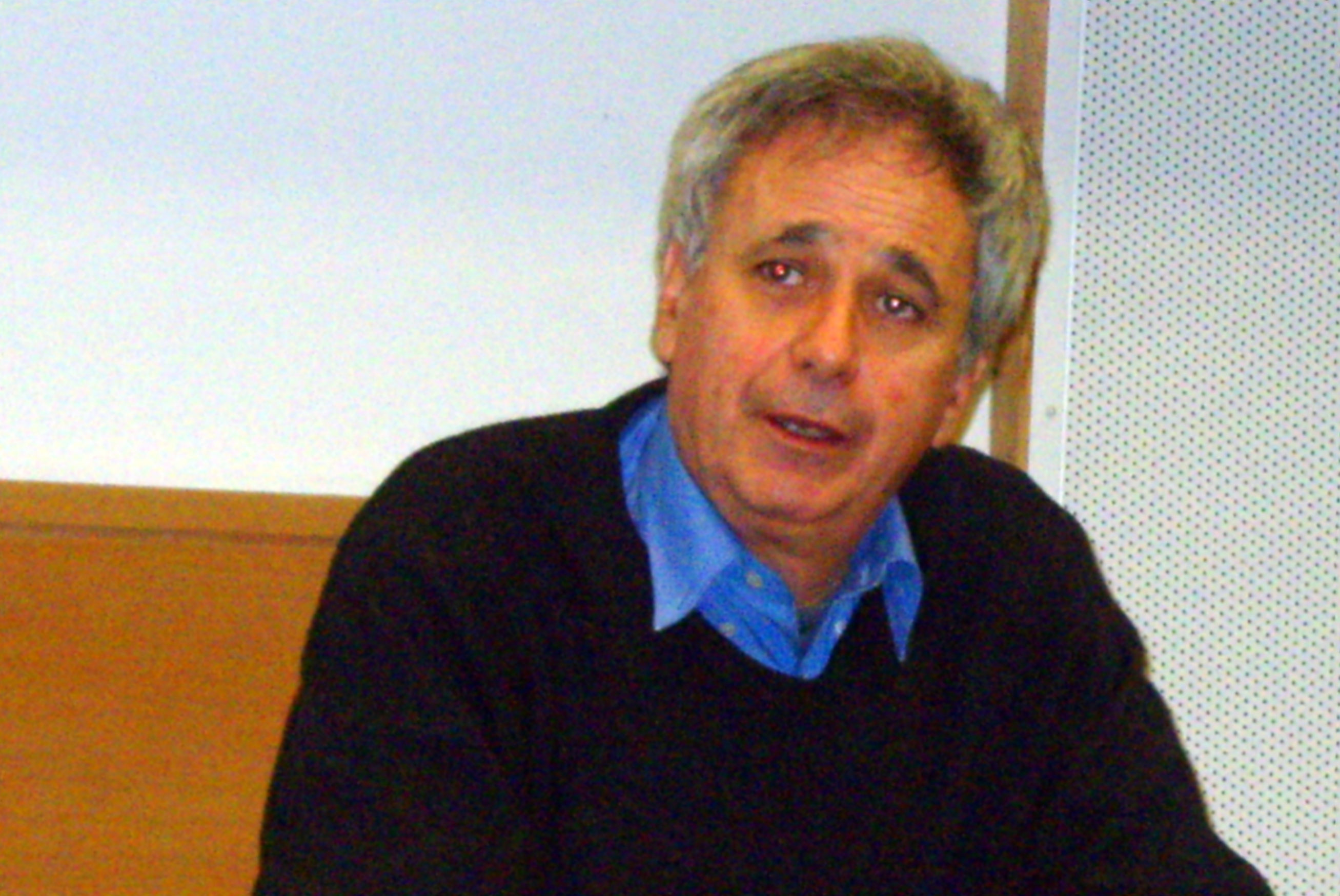
Ilan Pappé.

Ilan Pappé prit la défense de Katz, reprenant la thèse à son compte et défendant la méthodologie utilisée par Katz et indiquant qu'il était tout à fait correct de se baser sur des témoignages oraux. L'affaire dérapa rapidement. Pappé publia sur son site internet une retranscription des témoignages, quittant ainsi, selon ses détracteurs, le strict contexte académique pour mettre l'affaire sur la place publique et la politiser. En 2003, Pappé indique que « les soldats se sont retrouvés avec tous ces palestiniens à leur merci. C'est alors qu'ils ont décidé de les massacrer pour s'en débarrasser. Ils ne voulaient pas se retrouver avec des prisonniers de guerre. ». Parmi les témoignages utilisés par Ilan Pappé, 30 de Palestiniens et 7 d’Israéliens corroborent la thèse du massacre.
Yoav Gelber vilipenda l'attitude de Pappé, tant sur la forme que sur le fond. Pour lui, l'affaire Tantoura a définitivement mis un terme au crédit à lui accorder en tant qu'historien. Il critique vigoureusement la thèse de Katz, parlant de « conjectures, mensonges et désinformation pure et simple ». Pour Gelber, le principe d'un travail ne se basant que sur des témoignages (de civils et de militaires) n'est par principe pas acceptable.
L'affaire est encore compliquée par les préférences politiques affirmées par les deux principaux protagonistes de l'affaire, qui prêtent le flanc aux accusations de partialités idéologiques.
« Gelber s'est défini lui-même comme un partisan du Tsomet », longtemps dirigé par l'ancien chef d'état-major de l’armée israélienne, Rafaël Eitan. Cependant, les préférences idéologiques de Gelber ne l'amènent pas à contester par principe que certains massacres aient pu être commis. Il admet ainsi que plus de 250 habitants ont été exécutés après les combats de l'opération Dani.
De son côté, Pappé était, en 2002, membre du Parti communiste israélien et considéré comme antisioniste. Ses positions générales sur l'attitude d'Israël vis-à-vis des palestiniens sont extrêmement critiques.
Dans un article de 2001 publié dans le Journal of Palestine Studies, Pappé a défendu l'utilisation de l'histoire orale en faisant référence aux États-Unis. Il a souligné que les renseignements relatifs au massacre de Tantoura avaient été obtenus par Katz non seulement auprès des villageois palestiniens mais aussi auprès des soldats israéliens. Pappé a fourni de nouvelles preuves qui étaient apparues après que Katz eut présenté sa thèse, citant notamment « dans un document de la Brigade Alexandroni adressé au quartier général de l'armée, en juin, on peut lire : "Nous avons pris soin de la fosse commune et tout est en ordre" », et dans un autre cas, des témoignages publiés par des témoins oculaires qui avaient été localisés en Syrie. Il a également évoqué le contexte de la répudiation initiale de la thèse de Katz.
Le 2 février 2001, des professeurs des universités de Tel Aviv et de l’université hébraïque de Jérusalem organisent une journée d’études sur les relations entre le système légal et l’université, où la juge et le recteur de l’université d’Haïfa sont invités. La conduite de l’université d’Haïfa y est critiquée. Un débat a lieu sur la qualité des sources orales, où les sources palestiniennes sont dénigrées. Les recherches sur le massacre continuent après l’affaire Katz, l’hypothèse du massacre étant renforcée par la découverte de quatre documents dont n’a pas disposé Katz :
- un rapport de l’armée mentionnant la mort de 20 Arabes dans les combats ;
- un autre rapport, datant de la fin mai, qui indique que les cadavres non-ensevelis pourraient provoquer des épidémies ;
- un document du chef d’état-major s’inquiétant d’irrégularités, et la réponse consistant en certains excès minimes dus à l’excès d’enthousiasme après la victoire ;
- en juin, un rapport affirme que tout est en ordre à propos des fosses communes.

En 2004, l'historien israélien Benny Morris a examiné en détail la controverse entourant Tantoura et en est ressorti « avec un profond sentiment de malaise ». Il a suggéré que, bien qu'il ne soit pas clair si un massacre a eu lieu ou non, il ne fait aucun doute que des crimes de guerre ont été commis par les forces juives de la Haganah et que le village a été « nettoyé » de force de ses habitants arabes. Morris estime qu'une femme du village a été violée, que des membres de la brigade Alexandroni ont peut-être exécuté des prisonniers de guerre et qu'il peut y avoir eu des actes de pillage, sur la base d'un rapport de l'armée qui utilise le mot hébreu « khabala » (sabotage),,.
Morris a souligné le fait que, dans les entretiens qu'il a menés et dans ceux menés par le journaliste d'Al-Maariv Amir Gilat, tous les réfugiés ont confirmé qu'un massacre avait eu lieu, tandis que tous les anciens combattants de la brigade Alexandroni le niaient. En ce qui concerne ces derniers, Morris décrit ce qu'il appelle des « indices troublants », tels qu'un journal intime tenu par un soldat d'Alexandroni, Tulik Makovsky, fait apparaître : « ... que nos garçons maîtrisent assez bien l'art du meurtre, en particulier les garçons dont les proches avaient été assassinés par les Arabes... ou ceux qui avaient été victimes d'Hitler [ce sont les mêmes fascistes]. Ils se sont vengés personnellement et ont vengé nos camarades qui étaient morts entre leurs mains, contre les tireurs embusqués ». Morris a également noté que, compte tenu de la sensibilité politique de l'époque, le mot « khabala » pourrait avoir été utilisé comme euphémisme pour un massacre.
La plupart des historiens israéliens ont préféré ne pas se prononcer ouvertement sur le fond, entre autres du fait de la difficulté à traiter la querelle méthodologique Gelber-Pappé : peut-on baser un travail d'historien uniquement sur des témoignages ? D'un côté ceux-ci apparaissent comme parfois peu fiables. D'un autre côté, comme l'admet Benny Morris, « les massacreurs laissent rarement des rapports écrits sur leurs crimes ».
Ilan Pappé estime lui que le massacre ne se produit pas dans un contexte de guerre, mais de nettoyage ethnique , qui surviennent fréquemment dans des contextes de construction de nouvelles nations ; Tantoura n’est pas pour lui un champ de bataille, mais un territoire habité par les citoyens (Arabes) du nouvel État d’Israël. Les facteurs qui ont conduit au massacre sont l’idéologie ethnique du sionisme, la politique de colonisation et la stratégie visant à obtenir un équilibre démographique ou un avantage des Juifs sur les Arabes dans le nouvel État. Il estime que ce massacre n’est pas exceptionnel dans ce contexte, mais que les troupes juives/israéliennes préféraient l’expulsion en général. Enfin, à propos de l’histoire orale, il estime que les documents officiels cachent les faits et les intentions, la plupart du temps, et que pour cette raison les témoignages sont essentiels.
Quelques années plus tard, Ilan Pappé a voulu organiser un colloque sur l’historiographie de 1948, mais l’administration de l’université s’y opposa, d’abord en refusant pour cause de formulaires mal remplis, puis en cadenassant les portes le jour prévu pour le colloque, qui se tint finalement dans la cafétéria de l’université.
L’affaire Tantoura est devenu un sujet de controverse supplémentaire parmi les commentateurs du conflit israélo-palestinien, instrumentalisé tantôt pour présenter un négationnisme dans le milieu académique israélien, tantôt pour argumenter que les thèses des nouveaux historiens, en particulier d'Ilan Pappé, ne sont que des « fabrications » à des fins politiques. Pour Basma Faboum et Arie Dubnov, elle est un révélateur supplémentaire du refus d’Israël de prendre en compte les Palestiniens, de la façon dont l’histoire est construite comme un récit hégémonique soutenu par l’État et pratiquant une amnésie sélective. Pour eux, ce n’est qu’en apparence que le débat tourne autour de la définition de la méthode historique, mais cache en réalité des divergences sur l’idéologie universitaire conforme aux valeurs nationales d’Israël. L’affaire Katz est ainsi décrite comme une agnotologie, une « forme de discours public induit par des pressions idéologiques, institutionnelles et structurelles, qui aboutissent à un état de non-savoir ». Les Israéliens ne veulent pas savoir ce qui s’est passé et l’université propage cette agnotologie, en rejettent les témoignages des victimes.
Cette orientation de méthode est spécifique à certains témoignages : les auteurs relèvent plusieurs exemples d’utilisation de témoignages, encouragés parfois par le pouvoir politique, que ce soit pour la guerre de 1948 ou pour la Shoah (témoignages portés par des Juifs) ; par contre, les témoignages palestiniens sont rejetés. Les seuls témoignages acceptés par l’université et la société israélienne sur la guerre de 1948 sont les témoignages d’hommes blancs combattants, et eux seuls. Avant le travail de Teddy Katz, il y avait eu au moins trois publications mentionnant le massacre, toutes écrites par des Palestiniens à partir de témoignages de Palestiniens, ce qui selon Fahoum et Dubov corrobore le filtre posé par l’université israélienne à l’égard des témoignages des indigènes. Ces deux auteurs critiquent le fonctionnement des institutions israéliennes : les archives publiques, déjà réservées aux Israéliens sont en outre de plus en plus centralisées et les restrictions d’accès comme la censure toujours plus présentes : les mythes fondamentaux d’Israël ne sont toujours pas contestés, la parole palestinienne reste ignorée, l’agnotologie règne et l’université est utilisée pour renforcer le rejet des revendications palestiniennes dans un conformisme croissant.
Ilan Pappé défend l’utilisation de l’histoire orale, déjà largement mobilisée pour écrire l’histoire de la Shoah, et encore plus pour des cas de micro-histoire, les archives disponibles étant trop élusives pour les cas particuliers, et encore plus en ce qui concerne l’histoire des groupes subalternes. D’autant que dans ces cas-là, les rapports cherchent plus à cacher qu’à rendre compte. Dans ces cas-là, les témoignages des acteurs sont indispensables, et la communauté universitaire mondiale en a reconnu la pertinence. Il estime que si Katz avait gagné son procès, l’université israélienne aurait fortement été remise en cause pour avoir caché la vérité pendant plus de 50 ans.
Selon Claire Norton et Mark Donnelly, l’affaire Katz/Tantoura illustre de quelle manière le pouvoir de l’État, à travers les systèmes éducatif et judiciaire, les médias et l’université, permet d’autoriser certains récits, et de réduire au silence les autres, mettant ainsi en lumière la nature politique de l’histoire. Ils déplorent que cela réduise la capacité des historiens à établir la vérité des faits. Ils notent l’importance du récit de 1948 pour Israël, d’abord pour le légitimer, ensuite pour maintenir l’ordre social.
L’affaire Tantoura pousse à la création de nombreux collectifs consacrés à l’histoire palestinienne, se consacrant à la collecte, la publication et l’utilisation des récits et des archives privées ou publiques des Palestiniens.
John Docker, dans un article faisant dialoguer les écrits de Lemkin, inventeur de la notion de génocide, et ceux d’Ilan Pappé, rejette le terme de nettoyage ethnique, qu’il juge comme un euphémisme de génocide, à l’avantage des criminels ayant perpétré le nettoyage ethnique. ; il relève les mêmes caractéristiques, de préméditation (dès les années 1940), de durée non-limitée ; de plus, le processus colonial se caractérise par les phases de destruction des premiers occupants et de leur remplacement, ce qui se produit en Israël avec la désarabisation et la judaïsation. De plus, il n’y a pas de contradiction entre le fait qu’un peuple ayant subi un génocide en commette un, comme le montre l’exemple des protestants allemands qui participent à la colonisation du Venezuela au XVIe siècle.
Plusieurs groupes ont réclamé que des fouilles soient menées puisqu'elles pourraient mettre fin aux débats, ce qui n’a pas été accordé jusqu’à maintenant, tout comme les archives des FDI concernant les massacres sont toujours inaccessibles.

### Le documentaireTantura
Le film documentaire d'Alon Schwarz, Tantura, et spécifiquement les entrevues avec des soldats de la Brigade Alexandroni, rouvre le débat en janvier 2022.
Plusieurs anciens combattants israéliens interrogés ont déclaré avoir été témoins d'un massacre à Tantura après la reddition du village. De nombreux interviewés ont fourni des descriptions, avec des estimations du nombre de victimes abattues allant de "quelques-unes" à "plusieurs dizaines" voire "plus de 200". Cette dernière estimation a été fournie par un habitant de Zikhron Yaakov qui a affirmé avoir aidé à enterrer les victimes. Ils ont affirmé que des soldats de la brigade Alexandroni avaient assassiné des hommes désarmés après la fin de la bataille, et que les victimes avaient en effet été enterrées dans une fosse commune, située actuellement sous le parking de la plage de Dor près du kibboutz de Nahsholim. Lors du tournage du documentaire Tantura, la juge écoute les enregistrements des témoins, et avoue que si elle l’avait fait au moment du procès sa décision aurait été très différente.
Le documentaire est projeté lors du Festival du film de Sundance 2022 ainsi que dans les théâtres. Il est nommé aux Israeli Film Academy Awards, reçoit un le prix DocAviv Festival Research Award et est présenté dans d’autres festivals, ainsi que dans les cinémathèques. Il est diffusé sur la chaîne israélienne Hot-Channel 8, spécialisée dans les documentaires. Il n’a pas été projeté aux États-Unis, à part au festival de Sundance ; Alon Schwarz pense que c’est parce qu’il est impossible de dire du mal d’Israël là-bas.
La projection de ce film a également incité l'Autorité palestinienne et la rédaction de Haaretz à demander la création d'une commission d'enquête sur un autre site présumé de fosse commune près du mont Carmel. Il a permis la réhabilitation du travail de Teddy Katz.
Basma Fahoum et Arie Dubnov relèvent que le documentaire a pour cadre l’affaire qui a suivi l’article de vulgarisation de la thèse de Katz, et qu’il contribue à obscurcir les voix palestiniennes : seuls les témoignages israéliens sont pris en compte, aucun témoignage palestinien n’y figure, et il ne fait pas avancer la connaissance sur les faits en eux-mêmes. Le débat qu’il provoque ne se fait qu’entre juifs ; si Schwarz affirme avoir voulu rendre justice à Teddy Katz, mais les évènements du 23 mai 1948 restent dans le brouillard.
Schwarz déclare à propos de Gelber qu’il fait partie des historiens dont l’action consiste à tenter de rendre l’histoire jolie.

### Enquêtemédico-légalesur les fosses communes

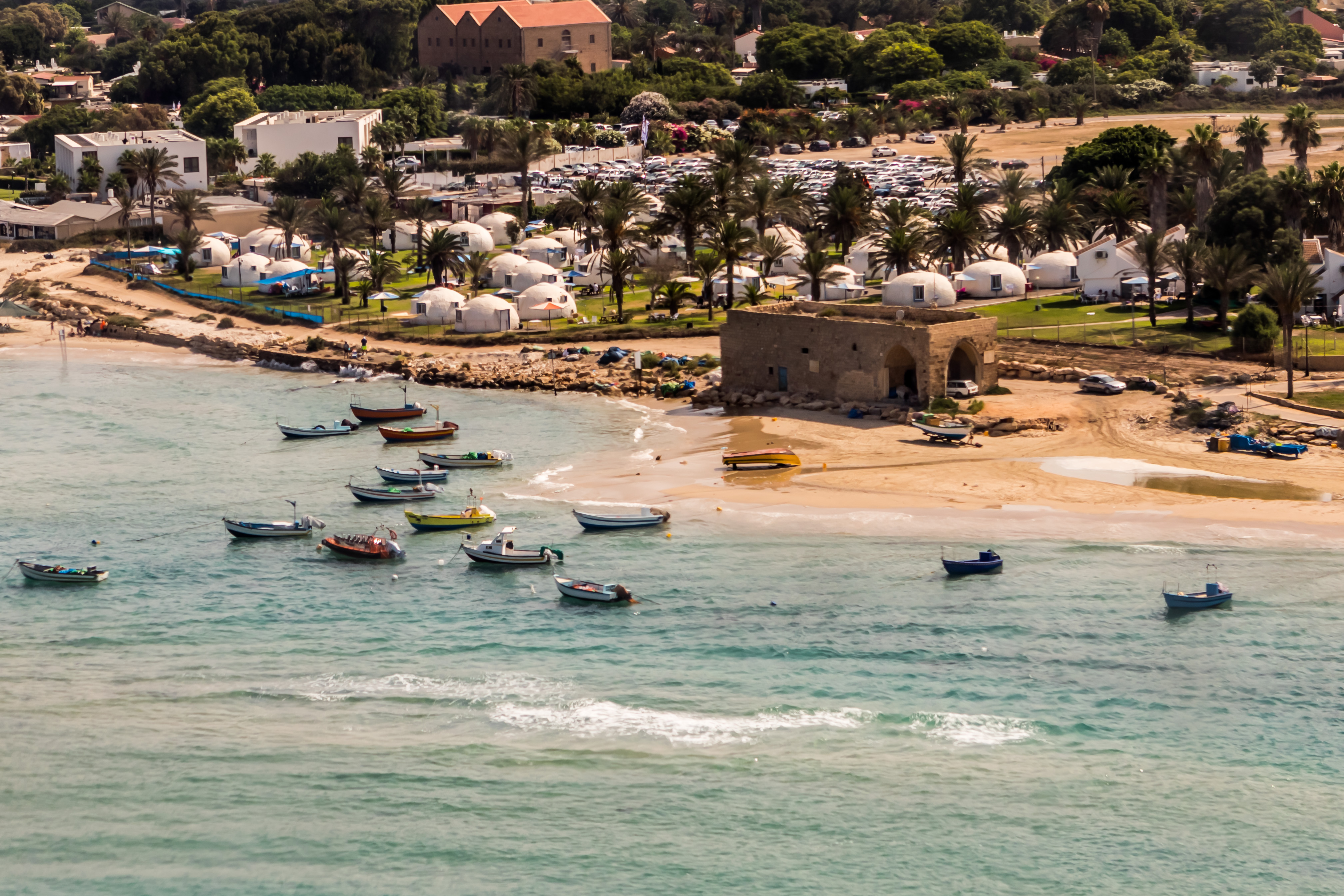
Une fosse commune du massacre de Tantoura de 1948 se trouverait sous le parking derrière la plage.

En 2023, l’ONG Forensic Architecture a comparé des photographies aériennes du village d’al-Tantoura datant d’avant et après le massacre. Elle a ainsi pu identifier les emplacements où la terre a été remuée, et par les ombres estimer le volume de terre déplacée. Ces emplacements ont été reportés sur des cartes anciennes et des photographies satellites ; les déductions des experts de l’ONG ont été croisés avec les dires des témoins, qui concordent avec les emplacements possibles. Ceci mène à l’identification de plusieurs fosses communes possibles. L’une d’elles, située au sud du cimetière du village, ferait environ 33 mètres de long sur trois mètres de large. Dissimulée derrière une haie de cactus, elle a pu recevoir environ 140 corps dans le cas où il s’agit réellement d’une fosse commune. Les autres emplacements possibles pour des fosses communes sont: l'un, proche d’un verger, au début de l’actuel sentier qui mène à la plage de Dor ; un autre emplacement en limite de plage et un autre proche du cimetière. La grande fosse proche du cimetière et celle proche de la plage sont très probablement des charniers selon le rapport de Forensic Architecture, qui estime que les autres sont possibles sans plus. L’ONG a également reconstitué le village en trois dimensions en y géolocalisant les témoignages recueillis.

## Documentation
L'ensemble des documents relatifs à l'affaire ont été rassemblés[pas clair] sur le répertoire en ligne du professeur Dan Censor de l'Université de Beersheba.
Dans Yoav Gelber, Palestine 1948, 2006 et Ilan Pappé, Le Nettoyage ethnique de la Palestine, 2007, les 2 auteurs présentent leur version des événements d'al-Tantoura.
- Yoav Gelber, « Folklore versus History : the Tantura Blood Libel » selon
- Benny Morris, « The Tantoura "Massacre" Affair », The Jerusalem Report, 4 février 2004
- Ilan Pappé, « The Tantura Case in Israel: The Katz Research and Trial », Journal of Palestine Studies, vol. 30, no 3,‎ été 2001 (lire en ligne).

- Répertoire du professeur Dan Censor de l'Université de Beersheba où sont conservés une série de documents liés à l'affaire Tantoura.

Articles d’autres auteurs :
- Elias Shoufani, (1972) —(2001) « Testimonies from Tantura », Journal of Palestine Studies volume 30, no 3 (été): 5–19.
- Alon Confino, (2013) « Miracles and Snow in Palestine and in Israel: Tantura, History since 1948 », Zemanim, 121: 16-31.

## Dans la culture populaire
- S. Yizhar, Khirbet Khizeh, paru en 1949, est le premier roman israélien (porté à l’écran en 1978) à raconter la façon dont les Israéliens procédaient pour expulser la population d’un village palestinien[81].
- Émile Habibi, L'Optissimiste. Les circonstances étranges de la disparition de Said Abou Nahs (1980) réédité en 1987 sous le titre Les Aventures extraordinaires de Sa'îd le Peptimiste (en arabe Al-Waqa'i al-Charibahfi-lkhtija Sa'idAbi al-Naiis al-Mutasliail) dont une des héroïnes, Baqia, incarne la femme de Tantoura traumatisée par le massacre et qui reste sur place